# Mugron mac Máele Cothaid
Mugron mac Máel Cothaid (mort en 872), est co-roi de Connacht de 848 à 872. Il est le dernier roi du sept Síl Cathail des Uí Briúin une branche des Connachta

## Contexte
Mugron est le fils du roi ou co-régent Máel Cothaid mac Fogartaig (floruit 818) et l'arrière petit-fils du roi Cathal mac Muiredaig. Il accède au trône de Connacht en 848 après la mort de Finsnechtae mac Tommaltaig puis règne conjointement avec Conchobar mac Taidg Mór. Lors de sa mort en 872 il est désigné sous le titre de « Leth rí Connacht » et il laisse son co-régent seul roi,.

## Sources
- (en) Francis John Byrne, Irish Kings and High-Kings, Londres, Batsford, 1973 (ISBN 0-7134-5882-8)
- (en) T.W Moody, F.X. Martin, F.J. Byrne A New History of Ireland IX Maps, Genealogies, Lists. A companion to Irish History part II . Oxford University Press réédition 2011  (ISBN 9780199593064) Kings of Connacht to 1224 p. 138.